# Grupa nordycka
Grupa nordycka – duża grupa zewnętrznych, nieregularnych księżyców Saturna, poruszających się ruchem wstecznym. Nazwy księżyców z tej grupy pochodzą z mitologii nordyckiej, oprócz największej Febe, która została odkryta ponad sto lat przed wprowadzeniem tej konwencji.

## Charakterystyka grupy

Księżyce nieregularne Saturna; grupa nordycka jest położona poniżej osi i=0

Grupa ta jest znacznie zróżnicowana, w odróżnieniu od grup inuickiej i galijskiej satelitów poruszających się ruchem prostym. Tworzy ją kilka podgrup księżyców, które łączą cechy orbity i powierzchni, a być może także wspólne pochodzenie.
Satelity z grupy nordyckiej mają:
- wielkie półosie orbit w zakresie 12,9–25,1 Gm
- mimośród w zakresie 0,114–0,521
- inklinację w zakresie 145,2–179,8°
- do 18 km średnicy (nie licząc Febe)

## Księżyce
Do grupy tej należą (w kolejności od Saturna):
- Febe
- Skadi (podgrupa Skadi)
- Skoll (podgrupa Skadi)
- Greip
- Hyrrokkin (podgrupa Skadi)
- Mundilfari
- Jarnsaksa
- Narvi (podgrupa Narviego)
- Bergelmir (podgrupa Skadi)
- Suttungr
- Hati
- Bestla (podgrupa Narviego)
- Farbauti (podgrupa Skadi)
- Thrym
- Aegir
- Kari (podgrupa Skadi)
- Fenrir
- Surtur
- Imir
- Loge
- Fornjot
- Beli[1][2].

Oraz osiem jeszcze nienazwanych księżyców planety.